# アーターナーティヤ経
『アーターナーティヤ経』（巴: Āṭānāṭiya-sutta, アーターナーティヤ・スッタ）とは、パーリ仏典経蔵長部の第32経。漢字では『阿吒曩胝経』（あたくのうていきょう）と表現する。
類似の伝統漢訳経典としては、『毘沙門天王経』（大正蔵1245）がある。
経名は、内容の大部分を占める「アーターナータの護経」に因む。

## 構成

### 登場人物
- 釈迦
- 毘沙門天（多聞天）

### 場面設定
ある時釈迦は、マガダ国ラージャグリハ（王舎城）のギッジャクータ山（霊鷲山）に滞在していた。
そこに毘沙門天が現れ、夜叉の中に五戒を守らない者がいるので、「アーターナーター（毘沙門天の管轄領域）の護経」を釈迦に唱えてほしいと請う。
釈迦に了承され、毘沙門天は、過去七仏、四天王、スメール山（須弥山）と周囲の四洲から成る「アーターナーターの護経」を披露する。
釈迦はその「アーターナーターの護経」を比丘たちに披露する。比丘たちは歓喜する。

## 日本語訳
- 『南伝大蔵経・経蔵・長部経典3』（第8巻） 大蔵出版
- 『パーリ仏典 長部（ディーガニカーヤ） パーティカ篇I』 片山一良訳 大蔵出版
- 『原始仏典 長部経典3』 中村元監修 春秋社